# 徐貴 (成化進士)
徐貴（？—？），字天爵，浙江金華府武義縣人，民籍，明朝政治人物。

## 生平
浙江鄉試第二十六名舉人。成化十七年（1481年）中式辛丑科二甲第六十三名進士。

## 家族
曾祖徐文綱；祖父徐仕安；父徐新，前母張氏；鄔氏。